# 맞춤아기
맞춤아기(designer baby)는 특정 유전자를 배제하거나 질병과 관련된 유전자를 제거하기 위해 유전자 구성이 선택되거나 변경된 아기이다.

## 유래
'맞춤형 아기(Designer Babies)' 용어는 2004년에 옥스포드(Oxford) 영어사전에서 생겨났다. 특정한 유전자와 속성이 있는 지, 없는 지를 증명하기 위해 시험관 수정과 함께 유전 성질이 인공적으로 선택된 아기로 정의가 되었다. 이 용어는 과학자에 의해서가 아니라, 저널리스트(기자)에 의해 만들어졌다. 유전학의 발전은 이 '맞춤아기'라는 개념을 만들어 냈고, 그러므로 인해 부모와 의사들은 유전적 장애에 대한 배아를 유전자 상으로 구별할 수 있다.

## 기술
- 착상전 유전자 검사

1980년대 말부터 사용되기 시작한 이 기술은 유전적 결함 여부에 따라 완전한 임신이 되기 전에 배아를 선택하거나 버릴 수 있는 가능성을 최초로 열어주었다. 이 기술에는 시험관 시술과 유전자 검사라는, 두 종류의 기술이 결합되어 있다.
- 착상전 유전자 검사(PGD)를 사용함으로써, 부모는 아이의 성별, 눈과 피부와 머리 색을 고를 수 있다고 말한다. 또한 다양한 다른 신체적 특성(지능, 미모, 키, 비만으로 가는 경향을 멈추는 것, 정신병으로부터의 자유, 운동능력 등)이 결정될 수 있다.

## 합법화
- 영국의 맞춤아기 탄생의 합법화 : 2008년 5월 20일 영국의 의료윤리 감독기구, HFEA는 불치병에 걸린 형제나 자매를 치료하기 위해 동일한 유전 형질을 지닌 이른바 '맞춤아기'의 출생을 공식 허용했다. 영국 BBC 언론에 따르면, 영국 하원은 20일(현지시간) 보수당의 에드워드 리 의원 등이 제안한 맞춤형 아기 출산 금지조항을 342표 대 163표의 압도적인 차이로 부결시켰다고 보도했다. 그런데 유전 질환 자녀를 둔 영국의 부모들은 적극 환영한다는 입장을 표명했으나 의료계 일부와 시민 단체들은 심각한 윤리적 갈등을 초래할 것이라며 반대의 뜻을 밝혔다. 맞춤아기는 시험관 수정배아 상태에서 환자의 유전자와 줄기세포 조직이 똑같은 상태로 조절할 수 있기 때문에 불치병 치료를 위한 최후의 수단으로 여겨져 왔다. 맞춤아기를 반대하는 단체들은 비록 치료 목적으로 허용된다고 해도 궁극적으로는 모든 부모들이 '맞춤아기'를 낳으려 할 것이라고 주장해 오고 있다.

## 생명 윤리 논쟁
맞춤아기는 시험관 수정기술을 통해 질환 자녀의 세포조직과 완전히 일치하는 특정 배아를 가려내 이 가운데 질병 유전자가 없는 정상적인 배아를 골라 탄생시킨 아기로 생명윤리 논쟁이 지속되고 있다.
보수당 데이비드 버로우스 의원은 "아기를 필요에 따라 생산하는 것은 비인륜적인 행태"라고 비난했다.
노동당의 데스 터너 의원은 "불치병으로부터 살릴 수 있는 아이를 죽게 방치하는 것이 더 비인간적인 행위, 개정안이 가결되지 않았다면 치료를 받지 못한 채 죽는 아이가 생겼을 것"라며 의회 결정을 옹호했다.

## 관련 자료

### 영화
- 가타카 Gattaca (1997, 앤드루 니콜 감독)
- 마이 시스터즈 키퍼 My sister`s keeper (2009, 닉 카사베츠 감독)
- 아일랜드

### 소설
- <마이 시스터즈 키퍼 : 쌍둥이 별 (조디 피콜트 저)
- 멋진 신세계 Brave New World (1932년, 올더스 헉슬리)
- 싱커
- 복제인간 사냥꾼

### 애니메이션
- 기동전사 건담 SEED
- 기동전사 건담 SEED Destiny

## 참고 자료
- 네이버 백과사전 ,
- <英서 '맞춤형 아기' 탄생> , 한국일보 06.11.15
- <미국서 배아 판매 은행 문 열어… 맞춤형 아기 등장하나> , 세계일보 07.01.08
- <영국, `치료용 맞춤아기` 세계 최초로 합법화> , 매일경제 08.05.22
- 「논쟁없는 시대의 논쟁」, 영국사상연구소 엮음, 이음 출판사, 박민아. 정동욱.정세권 옮김
- 영국 BBC
- 네이버 뉴스
- 고등교과서 Highschool Advanced English Reading 2, 경기도교육청

1. ↑  Veit, W. (2018). Procreative Beneficence and Genetic Enhancement – KRITERION – Journal of Philosophy 32(1):75-92. https://doi.org/10.13140/RG.2.2.11026.89289

## 같이 보기
- 생명윤리
- 유전자 조작